# Liste der Kulturdenkmäler in Reich (Hunsrück)
In der Liste der Kulturdenkmäler in Reich sind alle Kulturdenkmäler der rheinland-pfälzischen Ortsgemeinde Reich aufgeführt. Grundlage ist die Denkmalliste des Landes Rheinland-Pfalz (Stand: 27. Oktober 2023).

## Denkmalzone
| Bezeichnung                                                              | Lage               | Baujahr         | Beschreibung                                                                                  | Bild |
| ------------------------------------------------------------------------ | ------------------ | --------------- | --------------------------------------------------------------------------------------------- | ---- |
| Denkmalzone Gedenkstätte für die Toten des Ersten und Zweiten Weltkriegs | Auf dem Wasem Lage | 20. Jahrhundert | historische Park- und Gartenanlage mit Eichenbäumen, Gedenkstein und Kreuzen, 20. Jahrhundert | BW   |

## Einzeldenkmäler
| Bezeichnung | Lage                                                  | Baujahr | Beschreibung                                                                           | Bild |
| ----------- | ----------------------------------------------------- | ------- | -------------------------------------------------------------------------------------- | ---- |
| Schulhaus   | nördlich des Ortes an der L 226 (Hauptstraße 20) Lage | um 1910 | ehemalige Schule von Reich und Wüschheim; Fachwerkbau, teilweise verschiefert, um 1910 | BW   |